# 3912 Troja
3912 Troja este un asteroid din centura principală, descoperit pe 16 septembrie 1988 de Eric Elst.